# 納羅季奇區

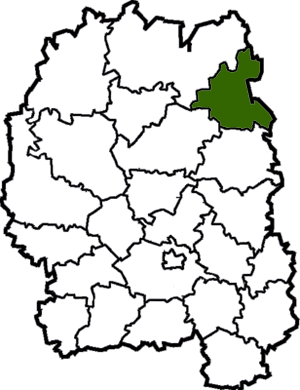
撤销前納羅季奇區在日托米爾州的位置

納羅季奇區（烏克蘭語：Народицький район），曾是烏克蘭日托米爾州的一個區，位於該國北部，行政中心設於納羅季奇，面積1,284平方公里，2013年人口9,573，人口密度每平方公里7.46人。
该区在2020年7月18日的乌克兰行政区划改革中被撤销，改革后日托米爾州下分为4个区。納羅季奇區合并至科羅斯滕區。
51°12′21″N 29°4′29″E / 51.20583°N 29.07472°E